# Wahlen zur Nationalversammlung des Senegal 2017

Sitzverteilung nach dem Wahlergebnis
Einzelne Abgeordnete: 9 Sitze
Kaddu Askan Wi: 2 Sitze
Benno Bokk Yakaar: 125 Sitze
PUR: 3 Sitze
Taxawu Senegaal: 7 Sitze
Wattu Senegaal: 19 Sitze

Die Wahlen zur 13. Nationalversammlung des Senegal fanden am 30. Juli 2017 im westafrikanischen Staat Senegal statt. Siegreich mit einer Zweidrittelmehrheit der Sitze war die regierende Coalition Benno Bokk Yakaar ("Unis par l'espoir – In Hoffnung vereint").

## Wahlrecht
Die Zusammensetzung der senegalesischen Nationalversammlung wird durch eine Mischung aus Verhältnis- und Mehrheitswahlrecht bestimmt: 60 der 165 Sitze werden proportional zu den landesweiten Stimmen vergeben, die übrigen 105 durch Mehrheitsentscheid in den Wahlbezirken.

## Ergebnisse
Zur Wahl angetreten waren 47 Parteien und Listen. Als wahlberechtigt registriert waren 6.219.446 Bürger im In- und Ausland. An der Wahl beteiligt haben sich 3.337.494 Wahlberechtigte. Daraus ergibt sich eine Wahlbeteiligung von 53,66 Prozent.
Die Coalition Benno Bokk Yakaar („Unis par l’espoir – In Hoffnung vereint“) des amtierenden Premierministers Mahammed Dionne erreichte bei einem Stimmenanteil von 49,47 % mit 95 Wahlkreis- und 30 Listenmandaten eine klare Zweidrittelmehrheit der Sitze in der Nationalversammlung.
Zweitstärkste Partei wurde die Coalition gagnante Wattu Senegaal des langjährigen Staatspräsidenten Abdoulaye Wade. Bei einem Stimmenanteil von 16,68 % erlangte sie 9 Wahlkreis- und 10 Listenmandate. Namentlich hat sie alle fünf Direktmandate im bevölkerungsreichen Département Mbacké gewonnen, zu dem die Pilgermetropole Touba gehört.
Die restlichen 21 Sitze im Parlament verteilen sich auf 11 weitere Parteien und Listen.
Nach Konstituierung der 13. Nationalversammlung wurde Moustapha Niasse zum Präsidenten wiedergewählt.